# Elophila
Elophila är ett släkte av fjärilar som beskrevs av Jacob Hübner 1822. Elophila ingår i familjen mott.
Släktet innehåller bara arten Elophila nymphaeata.

## Bildgalleri

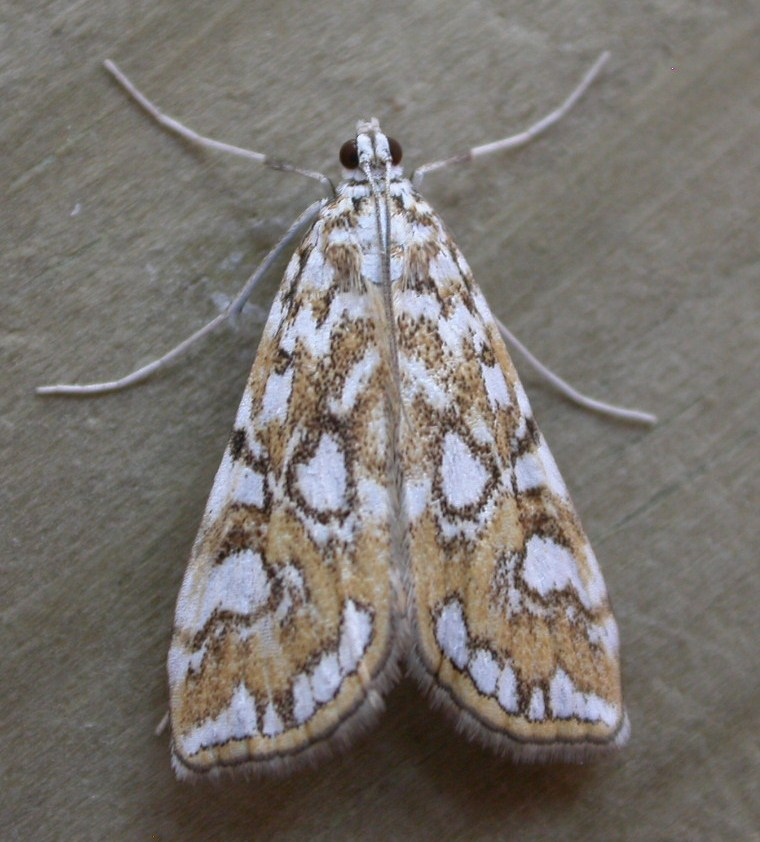
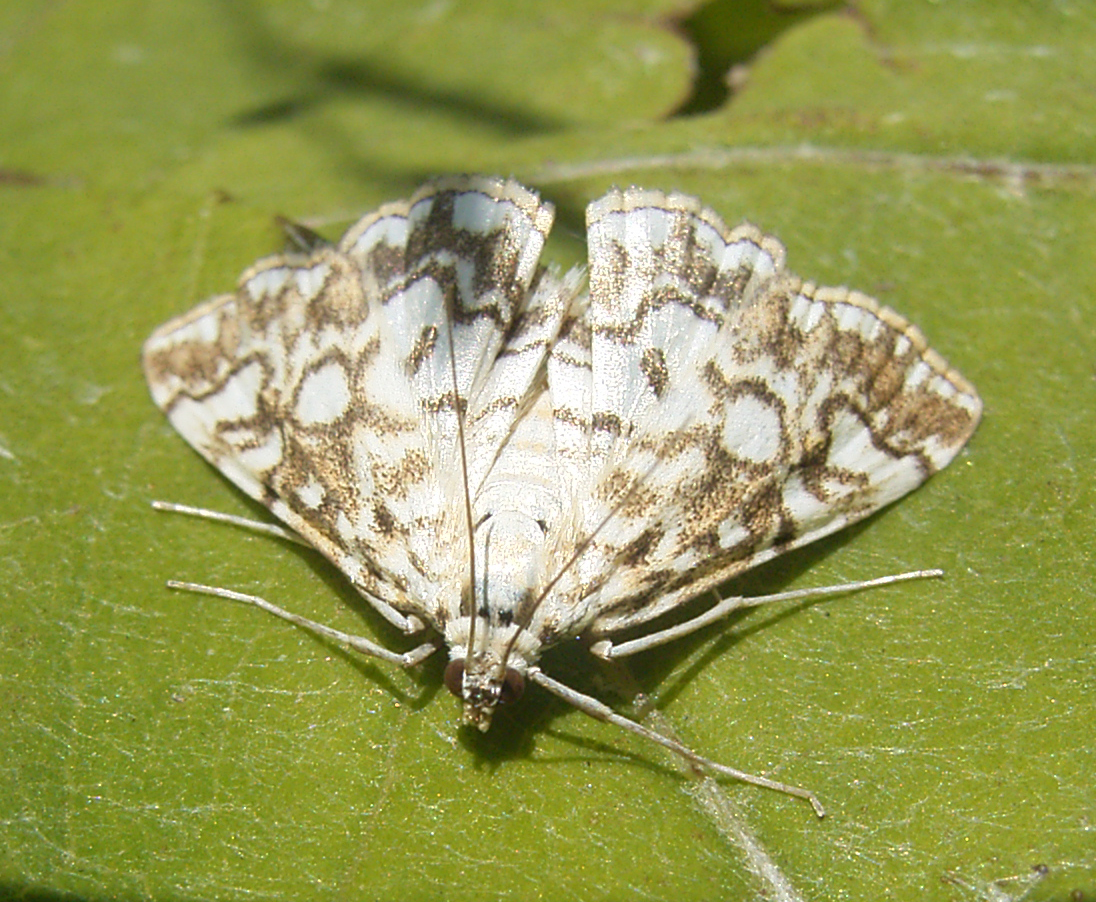